# Holmdammen
Holmdammen är en sjö i Göteborgs kommun i Västergötland och ingår i Göta älv-Bäveåns kustområde.

## Bilder

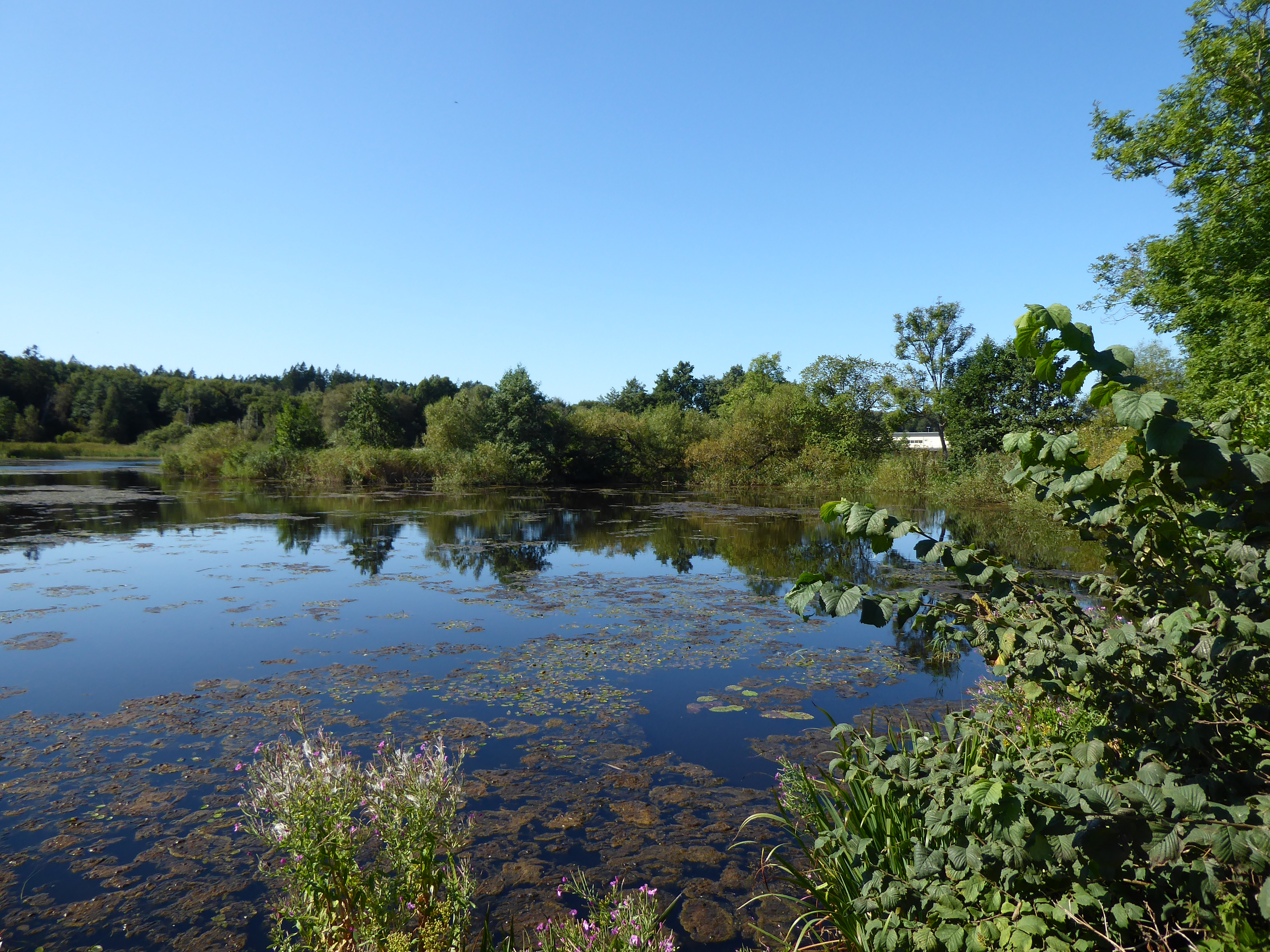
Holmdammen från nordöst
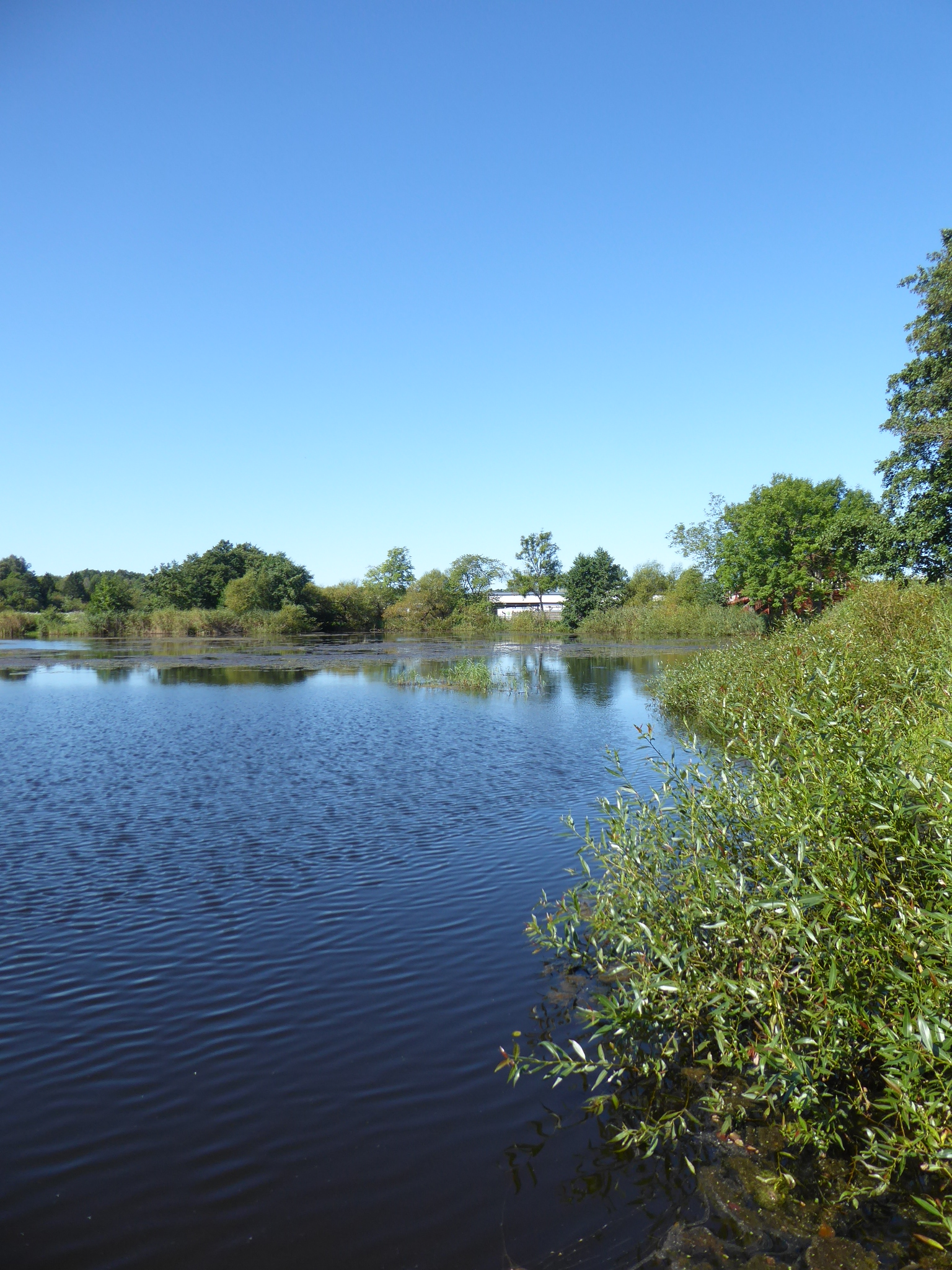
Holmdammens östra strandkant i riktning norr
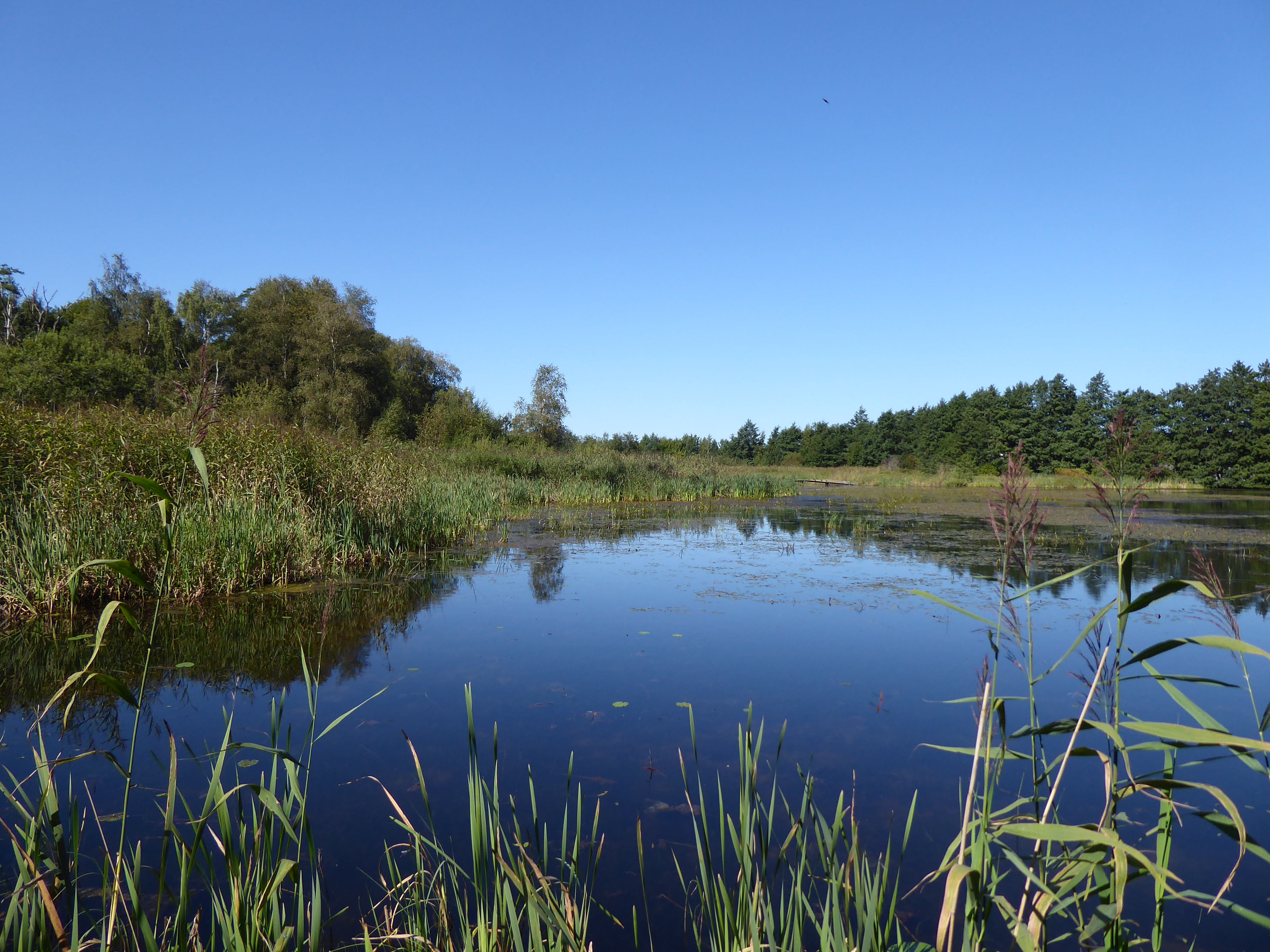
Holmdammens västra del